# 貢安國
貢安國（？—？），字玄略，南直隸寧國府宣城縣人，明朝理學家。

## 生平
翰林院待詔貢汝成長子。嘉靖三十五年（1556年）貢生，與鄒守益、歐陽德、王畿相交莫逆，獨窺程頤、朱熹之奧，得其精微，著有《啟蒙》、《規條》二書，開示後學，蔚為儒宗。由明經授湖口縣儒學訓導，嘗主持白鹿洞書院，集諸生進之曰：務求實得，毋事空言。倡學四十餘年，門人私錄其訓解為一集，貢安國見而自署曰：學覺窺斑。升國子監學錄，出為東平州知州，力行所志，民俗丕變。尋請休得歸，復主持志學書院，南直提學御史耿定向、寧國府知府羅汝芳請其為士師，學者嚮慕，稱其為受軒先生。萬曆年間參與纂修《南畿志》，當事推宣城貢安國及梅鼎祚，不愧古良史。